# Katharina Gsöllpointner
Katharina Gsöllpointner (* 10. März 1959 in Linz, Österreich) ist eine österreichische Kunst- und Medienwissenschafterin. Sie lebt in Wien.

## Leben
Katharina Gsöllpointner studierte Anglistik, Politikwissenschaft, Germanistik sowie Publizistik und Kommunikationswissenschaft an der Paris-Lodron-Universität in Salzburg. 1985 wurde sie an der Universität Salzburg mit einer Dissertation über Alltagskultur und Kulturkritik. Zur Produktion von Kulturberichterstattung in österreichischen Tageszeitungen promoviert, in der sie empirische Methoden mit der Theorie des Kultursoziologen Pierre Bourdieu verband.
Seit den 1980er Jahren arbeitete Gsöllpointner als Kunst- und Medienwissenschafterin mit den Schwerpunkten digitale Künste und Medientheorie sowie Systemtheorie und Konstruktivismus an wissenschaftlichen Einrichtungen und Kunstuniversitäten in Österreich, Deutschland und Ungarn.
Von 1991 bis 1995 war sie zusammen mit Peter Weibel für die Programmgestaltung der Ars Electronica in Linz zuständig und hatte die organisatorische Leitung inne. Für die Kataloge der Ars Electronica war sie verantwortliche Redakteurin.
2007 gründete sie zusammen mit Sibylle Moser das LOOP. Institut für systemische Medienforschung, das als Forschungseinrichtung Partner der Universität für angewandte Kunst Wien und des Zentrums für Kunst und Medientechnologie (ZKM) in Karlsruhe war. 2010 übernahm sie das Institut und leitete es bis 2016 unter dem Namen mediengarten. Institut für systemische Medienforschung GmbH als Alleineigentümerin.
Katharina Gsöllpointner hat eine Reihe von inter- und transdisziplinäre Forschungsprojekte mit internationalen Kooperationspartnern konzipiert und erfolgreich geleitet. Sie publiziert, hält Vorträge und lehrt zur Ästhetik und Kybernetik der Medien.
2016 habilitierte sie sich mit einer Arbeit über Intermediale Produktion & Multimodale Perzeption. Zur Ästhetik der Digitalen Kunst und erhielt die Venia Docendi für das Fach Medientheorie an der Universität für angewandte Kunst Wien, wo sie von 2012 bis 2018 an der Abteilung für Digitale Kunst (Leitung Ruth Schnell) auch als Researcher und Lecturer tätig war.
Seit 2019 ist Katharina Gsöllpointner Head of Department International Programmes in Sustainable Developments an der Universität für Angewandte Kunst Wien.

## Schriften
- als Herausgeberin mit Ruth Schnell und Romana K. Schuler: Digital Synesthesia. A Model for the Aesthetics of Digital Art. De Gruyter, Berlin 2016, ISBN 978-3-11-045934-0.
- als Herausgeberin mit Heinrich Deisl: Peter Weibel (= Der Konterfei. 14). Der Konterfei, Wien 2015, ISBN 978-3-903043-03-9 (2. Auflage. ebenda 2016, ISBN 978-3-903043-16-9).
- als Herausgeberin: Medien der Beratung. Ästhetik, Methoden, Praxis. Facultas.wuv, Wien 2012, ISBN 978-3-7089-0834-2.
- mit Ursula Hentschläger: Paramour. Kunst im Kontext neuer Technologien. Triton, Wien 1999, ISBN 3-85486-030-7.